# Gouvernement Pierlot II
Royaume de Belgique
Pierlot I Pierlot III
Le gouvernement Pierlot II est un gouvernement belge composé de catholiques et de libéraux. Il gouverne du 18 avril au 3 septembre 1939, le début de la Seconde Guerre mondiale.
Les élections législatives de 1939 ont lieu dans un contexte international extrêmement tendu (annexion de la Tchécoslovaquie par l'Allemagne, annexion de l'Albanie par l'Italie...). Les libéraux et les catholiques sont les grands vainqueurs des élections, tandis que les socialistes et les rexistes en sont les grands perdants ; les nationalistes flamands et les communistes quant à eux se maintiennent. La démission de l'activiste Adriaan Martens de l'Académie flamande de médecine, dont la nomination par le gouvernement Spaak I avait jeté un froid entre libéraux et catholiques, permet aux deux partis de se réconcilier. La formation d'une coalition entre catholiques et libéraux est désormais à nouveau envisageable numériquement et politiquement
Alors que les tensions internationales atteignent leur point culminant, Léopold III et le gouvernement organisent une conférence de paix à Bruxelles. Le 23 août, après la signature du Pacte germano-soviétique, Léopold III appelle au nom de la Finlande, du Danemark, de la Norvège, de la Suède, des Pays-Bas et du Luxembourg à négocier afin d'assurer la paix européenne ; la France et le Royaume-Uni considèrent cependant qu'il est trop tard, et l'Allemagne et l'Italie restent sourdes. 
Lorsque l'Allemagne et l'URSS envahissent la Pologne le 1er septembre 1939, la France et le Royaume-Uni déclarent la guerre à l'Allemagne sans pour autant attaquer. L'armée belge est mobilisée. Hubert Pierlot élargit ensuite son cabinet aux socialistes et forme un gouvernement d'union nationale.

## Composition
| Ministère                                                                     | Nom                        | Parti            |
| ----------------------------------------------------------------------------- | -------------------------- | ---------------- |
| Premier ministre et ministre des affaires étrangères et du commerce extérieur | Hubert Pierlot             | Parti catholique |
| Ministre de la justice                                                        | Paul-Émile Janson          | Parti libéral    |
| Ministre des communications                                                   | Henri Marck                | Parti catholique |
| Ministre de l'intérieur                                                       | Albert Devèze              | Parti libéral    |
| Ministre de l'instruction publique                                            | Jules Duesberg             | technicien       |
| Ministre des finances                                                         | Camille Gutt               | technicien       |
| Ministre de la défense nationale                                              | Henri J. Denis             | technicien       |
| Ministre de l'agriculture                                                     | Charles d'Aspremont Lynden | Parti catholique |
| Ministre des travaux publics et de la résorption du chômage                   | Arthur Vanderpoorten       | Parti libéral    |
| Ministre des affaires économiques et des classes moyennes                     | Gustave Sap                | Parti catholique |
| Ministre du travail et de la prévoyance sociale                               | Antoine Delfosse           | Parti catholique |
| Ministre des colonies                                                         | Albert de Vleeschauwer     | Parti catholique |
| Ministre de la santé publique                                                 | Marcel-Henri Jaspar        | Parti libéral    |